# Marun ar-Ras
Marun ar-Ras (arabisch مارون الراس Mārūn ar-Rās) ist ein Ort im südlichen Libanon direkt an der Grenze zu Israel. Er gehört zum Verwaltungsbezirk Bint Jbeil im Gouvernement Nabatäa. Hier ist der Posten 6-52 der UNIFIL stationiert. Der Ort liegt in 911 m Höhe auf einem Berg, der die Umgebung überragt. Deswegen hat der Ort strategische Bedeutung.
Israel behauptet, dass der Ort ein Stützpunkt der Hisbollah sei, von dem im Israel-Libanon-Konflikt 2006 die Terrororganisation Israel mit Katjuscha-Raketen beschoss. Beginnend am 22. Juli 2006 kam es zu einem Gefecht um den Ort, den die israelische Armee nach eigenen Angaben eingenommen hatte. Dies wurde von libanesischen Sicherheitskreisen und der Hisbollah dementiert.
Nach Agenturmeldungen soll der Ort vor Beginn der Kampfhandlungen etwa 2.300 Einwohner gehabt haben, die jedoch weitgehend geflohen seien.
Am 6. Oktober 2024 bezog die israelische Armee Posten in der Nähe des Postens der UNIFIL. Die UNIFIL lehnte eine israelische Aufforderung ab, ihre Position zu ändern. Nach Angaben von Andrea Tenenti, einem Sprecher der UNIFIL, hatte das israelische Militär von dort aus Posten der Hisbollah beschossen, wodurch die UNIFIL-Truppen zunehmend ins Kreuzfeuer gerieten.

## Geschichte
Im Jahr 1596 wurde es als Dorf benannt, ‘‘Marun er-Ras,’’ in der Osmanischen Nahiya (Verwaltungsbezirk) von Tebnine unter der ‘’Liwa’‘’ (Provinz) von Safed, mit einer Bevölkerung von 97 muslimischen Haushalten. Die Dorfbewohner zahlten eine feste Steuer von 25 % auf landwirtschaftliche Produkte, wie Weizen, Gerste, Olivenbäume, Weinberge, Schafe und Bienenhäuser sowie „gelegentliche Einnahmen“ und eine Olivenölpresse; insgesamt 8.960 akçe.
Im Jahr 1838 notiertete Edward Robinson, es sei ein Dorf auf einem höheren Hügel als Yarun.
Im Jahr 1881 beschrieb die britische PEF (Palästina-Forschungsstiftung) ‘‘Survey of Western Palestine’’ (SWP) es: “Ein steinernes Dorf mit einigen großen Steinen eingebauten in Mauern, das etwa 150 Muslime beherbergt, das auf den Spitzen hohen Hügeln liegt mit Weinbergen und Ernteböden; Wasser wird aus 'Ain Hara bezogen und aus Zisternen im Dorf.” Sie fügten weiterhin hinzu: “Bei diesem Dorf gibt es eine erhebliche Anzahl von gut geschnittenen Steinen und Überresten, die darauf hinweisen, dass es einmal hier war wie bei Yarun; diese Steine wurden hauptsächlich im Westen des Dorfes gefunden, in Weinbergen. Ein Kapitell einer Säule, mit mittelalterlicher Verzierung, und ein kleines Stück bearbeiteter Stein, mit Blättern und Figuren wie bei Yarun, befindet sich im Dorf. Es gibt auch ein Architrav mit einer griechischen Inschrift, in drei Teilen.”
In den Statistiken 1945 wurde die Bevölkerung nach Saliha und Yarun gezählt und betrug insgesamt 1070 Muslime mit 11.735 Dunam Land, gemäß einer offiziellen Land- und Bevölkerungszählung.